# بنك الاحتياطي الوطني في تونغا
بنك الاحتياطي الوطني في تونغا هو المصرف المركزي في مملكة تونغا، ومختصره "NRBT".
يعد مبنى البنك الاحتياطي الوطني في تونغا أعلى مبنى في تونغا بارتفاع يبلغ 18 مترا،
```
ويستضيف المبنى أيضا سفارة اليابان.
[
3
]
```